# Anivorano Mitsinjo
Anivorano Mitsinjo is een plaats en commune in het zuiden van Madagaskar, behorend tot het district Bekily, dat gelegen is in de regio Androy. Tijdens een volkstelling in 2001 telde de plaats 900 inwoners.
De plaats biedt enkel lager onderwijs aan. 80% van de bevolking werkt als landbouwer, 19% houdt zich bezig met veeteelt en 0,5% verdient zijn brood als visser. Het meest belangrijk landbouwproduct zijn pinda's; overige belangrijke producten zijn mais en maniok. Verder is 0,5% van de bevolking werkzaam in de dienstensector.